# El planeta de los hippies
 El planeta de los hippies es una película de Argentina filmada en colores dirigida por Ernesto Aguilar sobre su propio guion escrito en colaboración con Ricardo Ottone, Mariano Madariaga, Pablo Madariaga y Gustavo Pita. La película se rodó en 1997, no tuvo estreno comercial y se preestrenó el 2 de julio de 1999 en la Maratón Bizarra Nacional organizada por la Filmoteca Buenos Aires dentro del ciclo Cine Argentino Inédito para luego exhibirse en diferentes puntos alternativos de Buenos Aires. Tuvo como actores principales a Raul Santangelo, Daniel Valdez, Mariano Madariaga y Aldo Mayo.

## Sinopsis
Un joven  es estafado por un ingeniero y un exhippie que le prometen comercializar un pegamento que une cualquier superficie que había inventado y emprende un viaje al planeta de los hippies.

## Reparto
Participaron del filme los siguientes intérpretes:
- Raul Santangelo...Saravia
- Daniel Valdez...	Bultoni
- Mariano Madariaga...	Chasqui
- Aldo Mayo	...	Torturador
- Rodolfo Gelos...	Anciano
- Annabella Segura...	Periodista / Hippie
- Pablo Madariaga...	Fotógrafo
- Ezequiel Cazzola	...	Igor / Hippie
- Marcelo Pita...	Pigmeo
- Pablo Castro...	Tanguito / Hippie
- Leandro Faena Maleno...	Piluso / Hippie / Secuaces
- Marcelo Bonell	...	Landrón
- Aníbal Tamburri...	Obrero
- Juan Rocha...	Obrero
- Marcos Metta	...	Obrero
- Julio Hermosilla	...	Horatio Guaraní
- Eduardo Pignato...	Satán / Hippie
- Penter...	Hippie / Secuaz
- Ricardo Ottone	...	Hippie / Rabino / Cristo / Robot / Secuaz
- Gabriela Echenique...	Hippie
- Alejandra Raimundo...	Hippie
- Déborah Vidret	...	Hippie
- Ivana Polonsky	...	Hippie / Robot
- Laura Bilbao...	Hippie
- Rubén Abrojo
- Malena Figó
- Mario Paolucci
- Florencia Rodin
- Matías Scarbazzi

## Comentarios
Ernesto Aguilar y Ricardo Ottone dijeron sobre el filme:

”Quisimos hablar de la ambición, el poder y la guita, y de aquellos jóvenes de los ’60 que hoy son yuppies.”

Laura Tusi y Ricardo Vila opinaron en el sitio filmonline.com.ar: 

”Con elementos autobiográficos y reclamos generacionales, solapadamente, cava una trinchera subliminal desde la cual grita su furia”.

Manrupe y Portela escribieron:

”Lo más bizarro de lo bizarro, nada impide contar una historia que mezcla la política con el viaje interestelar y una estética de lata de galletita.”